# Nickel(II) tungstat
Nickel(II) tungstat là một hợp chất vô cơ, là muối của nickel và acid tungstic có công thức hóa học NiWO4, tinh thể màu nâu, không tan trong nước.

## Điều chế
Trộn các dung dịch nickel(II) nitrat và natri tungstat để tạo ra muối:
{\displaystyle {\mathsf {Ni(NO_{3})_{2}+Na_{2}WO_{4}\ \xrightarrow {} \ NiWO_{4}\downarrow +2NaNO_{3}}}}
Kết tủa vô định hình chuyển thành dạng tinh thể khi nung đến 700 ℃.

## Tính chất vật lý
Nickel(II) tungstat tạo thành các tinh thể màu lục thuộc hệ tinh thể đơn nghiêng, nhóm không gian P21/c, các hằng số mạng tinh thể a = 0,46 nm, b = 0,5665 nm, c = 0,4912 nm, β = 90,5°.
Nó không tan trong nước.

## Ứng dụng
- Nó được coi là vật liệu cathode mới cho siêu tụ điện.[4]
- Nó được sử dụng làm chất xúc tác quang, cảm biến độ ẩm và bộ cộng hưởng điện.[5]

## Hợp chất khác
NiWO4 còn tạo một số hợp chất với NH3, như NiWO4·2NH3·H2O là tinh thể màu lục lam, NiWO4·4NH3 là tinh thể màu lục, NiWO4·5NH3·H2O là tinh thể màu xanh dương đậm hay NiWO4·6NH3 khan là tinh thể tím, còn octahydrat của hexamin có màu xanh dương đậm.